# Кыласово (Ильинский район)
Кыласово — село в составе Ильинского городского округа в Пермском крае.

## Географическое положение
Село расположено на правом берегу реки Кама на расстоянии примерно 42 километра по прямой на северо-восток от поселка Ильинский.

## Климат
Климат характеризуется как умеренно континентальный, с продолжительной холодной зимой и коротким летом. Средняя многолетняя температура самого холодного месяца (января) составляет −15,3—14,7 °С, температура самого тёплого (июля) 17,4—18,2 °С. Продолжительность холодного периода составляет 5 месяцев, теплого 7 месяцев, а смена их происходит в октябре — осенью, весной в первой половине апреля.

## История
Впервые упоминается в 1579 году «починок Анюшкарское городище». В дальнейшем названия деревни варьировались: Анюшкар (1623—1624), Кыласова (1647). В 1815 построена церковь на месте, где находилась деревня Шипицына, и село Кыласово переместили к церкви. Село до 2020 года входило в состав Чёрмозского городского поселения Ильинского района. После упразднения обоих муниципальных образований входит в состав Ильинского городского округа.

## Население
Постоянное население составляло 212 человек в 2002 году (98 % русские), 183 человек в 2010 году.